# Investe São Paulo
A Investe SP – Agência Paulista de Promoção de Investimentos e Competitividade é organização social ligada à Secretaria estadual de Desenvolvimento Econômico do estado de São Paulo por meio de contrato de gestão.
É uma empresa criada para ser a porta de entrada das empresas que pretendem se instalar no Estado ou expandir os empreendimentos que já estão em São Paulo. Para isso, a agência fornece, gratuitamente, informações estratégicas que ajudam os investidores a encontrar os melhores locais para os seus negócios e facilita o contato das empresas com órgãos públicos e privados. Também é papel da agência dar assessoria tributária, ambiental e de infraestrutura para os projetos de investimentos. 
Na Secretaria de Desenvolvimento do Estado de São Paulo, havia uma área destinada a receber os investidores. Com o crescimento da demanda, criou-se a necessidade de ter uma estrutura específica para receber e apoiar os novos investimentos a serem realizados no Estado.
Assim, em abril de 2008, formou-se na Secretaria de Desenvolvimento um núcleo de atração de investimentos que passou a atuar como o primeiro contato dos novos investidores, bem como uma grande aliada dos já instalados no Estado. Paralelamente, editou-se a Lei número 13.179, de 19 de agosto de 2008, que autorizou o Poder Executivo a instituir a agência. Em 5 de dezembro do mesmo ano, o Decreto 53.766 ampliou as atividades do núcleo e criou a Investe SP.
Em 2015, por meio do decreto 61.222 de 16 de abril daquele ano, a Investe São Paulo passou a ter a possibilidade de atuar como promotora de exportações e gestora de parque tecnológicos. A promoção de exportações tem sido feita pelo programa SP Export, que incentiva a internacionalização de pequenas e médias empresas.

## Serviços
A Investe SP oferece diversos serviços, que são disponibilizados às empresas após uma análise do projeto de investimento. Entre os principais serviços, estão:
- Apoio ao empreendedor na identificação dos melhores locais do Estado para investir, de acordo com as necessidades do empreendimento em relação a mão de obra, infraestrutura, logística, disponibilidade de fornecedores, mercado consumidor, meio-ambiente, tributação, entre outros fatores;
- Fornecimento de informações pontuais e estratégicas sobre as melhores condições para se investir no Estado de São Paulo;
- Articulação com entidades públicas nos níveis estadual, municipal, federal e órgãos privados, como concessionárias de serviços públicos e associações empresariais;
- Articulação com entidades similares à Investe SP no Brasil e no exterior;
- Recepção de missões estrangeiras para a apresentação do Estado de São Paulo e de suas oportunidades de investimentos;
- Apoio aos municípios paulistas na recepção de investidores e na atração de novas empresas;

## Escolha do município
A escolha do local onde uma empresa se instalará é sempre do investidor. Na primeira etapa de atendimento da Investe SP, a agência identifica as demandas da empresa para poder ajudá-la a viabilizar seu empreendimento. É nesse momento que são levantadas informações como: tamanho da área necessária para instalação ou ampliação da empresa; característica da mão de obra que trabalhará no local; quantidade e qualidade da infraestrutura que precisa estar disponível (energia, gás, água, telecomunicações, proximidade de vias para escoamento da produção); demanda de cadeia de fornecedores; benefícios fiscais requeridos, entre outros fatores.
Com as necessidades do projeto devidamente identificadas, a equipe da agência pesquisa em seu banco de dados informações sobre as 645 cidades do Estado. Constantemente, a agência busca atualizar e ampliar seu banco de dados com informações como, por exemplo, quais benefícios municipais são oferecidos às novas empresas, quais áreas estão disponíveis para empreendimentos, que tipo de mão de obra qualificada é formada na região, entre outros.
Essas informações são utilizadas para elaborar a lista de cidades que atendem às necessidades de cada empreendimento. Com essa lista em mãos, cabe ao investidor selecionar os locais que julga mais adequados para instalar a nova planta ou expandir seu negócio. Então, a equipe da Investe SP visita os terrenos selecionados juntamente com o investidor. Depois das visitas, cabe ao investidor decidir onde irá investir.